# 神谷リク
神谷 リク（かみや りく、1988年8月21日 - ）は、日本の男性俳優、モデル。東京都出身。ジュデコン所属。旧芸名は神谷 まこと。

## 出演

### 映画
- 非女子図鑑（2009年） - アダム 役 ※「大友陸」名義
- リメンバーホテル（2010年）
- お江戸のキャンディー２　ロワゾー・ドゥ・パラディ （2017年）- 龍 役 主演

### テレビ
- スペシャリスト 第8・9話（2016年） - 岸田貴人 役

### CM
- ソニー NEX-6
- トヨタ自動車
- SINGHA SODA
- 花王 ニベア
- ヒュンダイ
- サムスングループ
- たかの友梨（2007年）

### 舞台
- voyage〜光の射す方へ〜（2010年）
- 青の戯れ（2010年）
- 2069（2011年）
- シブヤ×アキバ〜カノジョはボクの青い鳥（2011年）
- 黄色い叫び（2011年）
- 排水の孤島（2012年）

### MV
- LOOZ「手紙 〜キミに届けるコトバ〜」（2009年）
- CHEMISTRY「Independence」（2011年） - 類 役

### Web
- あっ！とおどろく放送局株式会社 「みんなの願いを叶えたい！日曜」（2010年）
- 密フェチ（2012年）
- 親父の仕事は裏家業（2012年）

### イベント
- ジバンシィ
- ジョン・ガリアーノ